# روبرت ميلر
روبرت ميلر (بالإنجليزية: Robert Millar)‏ مواليد 13 سبتمبر 1958 في غلاسكو، هو دراج اسكتلندي سابق في صنف سباق الدراجات على الطريق.

## سجل النتائج

### سباقات أو مراحل فاز بها
- طواف فرنسا
- طواف إسبانيا
- طواف سويسرا
- طواف إيطاليا

### المراكز
- حقق المركز الـ 4 في سباق طواف فرنسا 1984
- حقق المركز الـ 2 في طواف إسبانيا 1985
- حقق المركز الـ 2 في طواف إسبانيا 1986
- حقق المركز الـ 2 في طواف إيطاليا 1987
- حقق المركز الـ 6 في طواف إسبانيا 1988

## روابط خارجية
- روبرت ميلر على موقع أرشيف الدراجات (الإنجليزية)
- روبرت ميلر على موقع إحصائيات الدراجات الإحترافية (الإنجليزية)
- روبرت ميلر على موقع CycleBase (الإنجليزية)
- روبرت ميلر قاعة قاعة إسكتلندا للمشاهير الرياضية (الإنجليزية)